# The Noose
The Noose és una pel·lícula muda de la First National dirigida per John Francis Dillon i protagonitzada per Richard Barthelmess, Montagu Love, Robert Emmett O'Connor i Thelma Todd. La pel·lícula, basada en l’obra teatral homònima de Willard Mack i H. H. Van Loan, es va estrenar el 29 de gener de 1928. Barthelmess va ser nominat a l'Oscar al millor actor pel seu paper en aquesta pel·lícula.

## Argument
L'ex-esposa d'un delinqüent es casa amb el governador de l'estat, i el delinqüent veu l'oportunitat de guanyar una mica de diners extorsionant la seva ex-esposa. El fill del lladre, que també és un criminal, no vol veure la seva mare deshonrada i decideix aturar el seu pare, però les coses no surten com ell havia planejat i el mata. El noi és arrestat, jutjat i condemnat a mort. L'esposa del governador expressa interès pel cas i salva la vida del seu fill el dia de l'execució suplicant al seu marit que el perdoni.

## Repartiment
- Richard Barthelmess (Nickie Elkins)
- Montagu Love (Buck Gordon)
- Robert Emmett O'Connor (Jim Conley)
- Jay Eaton (Tommy)
- Lina Basquette (Dot)
- Thelma Todd (Phyllis)
- Ed Brady (Seth McMillan)
- Fred Warren (Dave, el pianista)
- Alice Joyce (Mrs. Bancroft)
- Will Walling (Warden)
- Robert T. Haines (governador)
- Ernest Hilliard (Craig)
- Emile Chautard (capellà)
- Romaine Fielding (jutge)
- Yola d'Avril (noia de cabaret)
- William B. Davidson (Bill Chase)
- Mike Donlin (cambrer)
- Joseph W. Girard (capità de la guàrdia)
- Bob Kortman (condemnat a mort)
- Ivan Linow (condemnat a mort)
- Charles McMurphy (amo del bar)
- Monte Montague (guàrdia)
- Harry Semels (cambrer)
- Charles Sullivan (cap de cambrers)